# Olhos-d'Água
Olhos-d'Água é um município brasileiro do estado de Minas Gerais. Sua população recenseada em 2022 era de 5 385 habitantes.

## Localização e acesso
O município de Olhos d’Água está localizado na região norte do estado de Minas Gerais, com sede nas coordenadas geográficas 17,40S de latitude e 43,57W de longitude (PNUD, 2000). A sua área total ocupa 1 936,0 km², e está contida nas folhas topográficas Bocaiúva (SE-23-X-C-III), Curimataí (SE-23-X-C-VI), Itacambira (SE-23-X- D-I) e Carbonita (SE-23-X- D-IV), escala 1:100.000, editadas pelo IBGE.
A sede municipal encontra-se a 751,00m de altitude e dista 416 km de Belo Horizonte, capital do estado, sendo acessada a partir dessa cidade por rodovia federal (BR-451,135). O município pertence à área mineira da Superintendência do Desenvolvimento do Nordeste (Sudene).

## Aspectos socioeconômicos
Os dados socioeconômicos relativos ao município de Olhos d’Água foram obtidos a partir de pesquisa ao site do IBGE, censo 2000 (IBGE, 2000). A população registrada neste censo foi de 4 284 pessoas residentes na área. Desse total, 1 890 habitantes (44,11%) aglomera-se na sede municipal. A densidade demográfica e o Índice de Desenvolvimento Humano (IDH) municipal  do município são respectivamente de 2,21 habitantes/km² e de 0,669 (PNUD, 2000).
O sistema educacional restringe-se aos cursos de 10 e 20 graus, cursos mais avançados a população tem que se deslocar para centros mais desenvolvidos. Regionalmente Montes Claros é cidade mais próxima, com ofertas de cursos de nível universitários e técnicos. O município é desprovido de meio culturais e de lazer (IBGE, 2000). A maioria da população encontra-se na faixa etária 10 e 19 anos. A taxa de alfabetização para é de 75,8% (IBGE, 2000).
A rede geral de abastecimento de água atende a 49,46% dos domicílios, enquanto 45,22% são providos por poços ou nascentes na propriedade e 5,3% possuem outra forma de abastecimento de água (IBGE, 2000).
O município não possui rede de esgotamento sanitário. Os dados do censo do IBGE demonstram que 63,9% dos domicílios têm fossa séptica, e 36,1% não têm instalação sanitária. A maioria do lixo gerado é coletada (44,9%) pelo serviço de limpeza, enquanto 55,1% são queimados ou jogados em terreno baldio ou ainda nas drenagens.
A agricultura é basicamente de subsistência.Na pecuária criação de galináceos, bovinos, suínos e equinos. O reflorestamento é uma das atividades principais do município, sendo o eucalipto o mais cultivado, notadamente para produção de carvão vegetal, e é o maior responsável pela geração de empregos e de divisas (IBGE, 2000). Os recursos minerais mais importantes estão relacionados a extração de ouro e diamantes a cidade e um dos polos mas bem sucedidos do Brasil na extração de minérios, utilizados como fundentes ou na na fabricação para peças para aeronaves,carros e eletrodomésticos como muitas outras coisas, em fornos de tijolos e diamantes e de quartzo e RIMA, localizadas no município de Bocaiuva; além de diamantes garimpados ao longo do rio Jequitinhonha.

## Aspectos fisiográficos
A temperatura média anual 25 °C. O índice pluviométrico é de 1 100 mm anuais. O relevo apresenta topografia plana de 30%, ondulado 30% e montanhosa 40%, a altitude máxima é de 925 m e a mínima de 700 m. O cerrado representa o principal tipo de vegetação. Os principais rios que drenam o município são: Jequitinhonha, Macaúbas, Curral e Ferreiros. O solo é silto-arenoso com teores de cálcio elevados e baixo fósforo e potássio.[carece de fontes?]

## Curiosidades
- A cidade, juntamente com Bocaiuva, Buenópolis e Diamantina, abriga o Parque Nacional das Sempre Vivas.

- Parte da Serra do Espinhaço está localizada em terras Olhosdaguenses.

- Dr. José Agostinho Vieira de Mattos, médico do Imperador Dom Pedro II, nasceu em Ribeirão, distrito pertencente a Olhos d' Água.

- Possui três distritos criados pela Lei Municipal 347/2014, sancionada em 20 de outubro de 2014 e publicada em 22 de outubro de 2014 no Diário Oficial de Minas Gerais, a saber: Ribeirão de Santo Agostinho, Três Dias e Pimenta de São Serafim.